# Edel Therese Høiseth
Edel Therese Høiseth (Skien, 27 de enero de 1966) es una deportista noruega que compitió en patinaje de velocidad sobre hielo. Es públicamente lesbiana.
Ganó una medalla de plata en el Campeonato Mundial de Patinaje de Velocidad sobre Hielo en Distancia Corta de 1996. Participó en cinco Juegos Olímpicos de Invierno, entre los años 1984 y 1998, ocupando el octavo lugar en Lillehammer 1994, en la prueba de 500 m.

## Palmarés internacional
| Campeonato Mundial en Distancia Corta | Campeonato Mundial en Distancia Corta | Campeonato Mundial en Distancia Corta | Campeonato Mundial en Distancia Corta |
| Año                                   | Lugar                                 | Medalla                               | Prueba                                |
| ------------------------------------- | ------------------------------------- | ------------------------------------- | ------------------------------------- |
| 1996                                  | Heerenveen (Países Bajos)             | Medalla de plata                      | Clasificación general                 |